# 게이오 게이바조선
게이바조선(일본어: 競馬場線, けいばじょうせん, 경마장선)은 게이오 전철 게이오선의 히가시후추 역과 후추 경마장정문 앞역을 잇는 게이오 전철의 철도 노선이다. 게이오 선의 지선 중 하나이며, 도쿄도 후추시 내에 위치하고 있다.
이름 그대로, 도쿄 경마장으로 연결할 목적으로 만들어진 노선이다. 막차 시각이 22시이며(평일 후추 경마정문 앞 역 출발)이며, 게이오 전철의 노선 중에 가장 이른 시각이다.

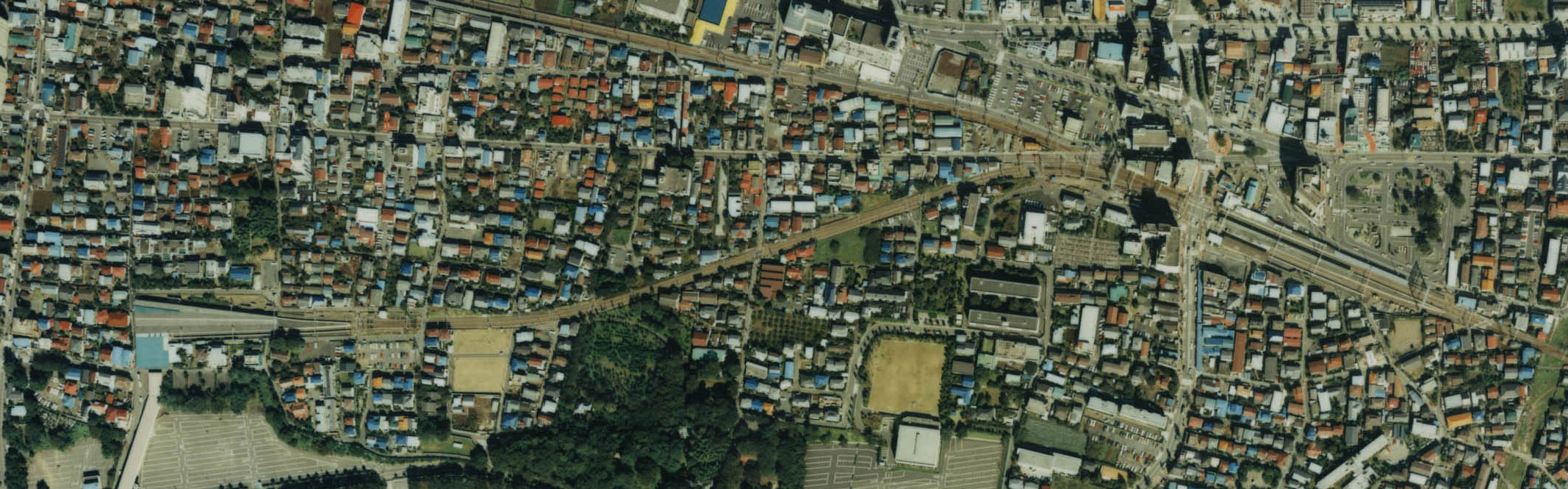
경마장 선 전체의 항공사진(일본 국토교통성 제공)

## 노선 정보
- 노선 거리: 0.9 킬로미터
- 궤도 간격: 1372mm
- 복선화 구간 : 전 구간
- 전력화 구간: 전 구간(직류 1500 볼트)
- 최고 속도: 시속 70 킬로미터

## 역사
- 1955년 4월 29일 히가시후추 - 후추 경마장정문 앞 역 사이의 구간 (거리: 0.9 킬로미터)이 개통됨.
- 1963년 8월 4일 가선 전압을 1500볼트로 승압함.

## 개요
보통은 선내를 왕복 열차가 평일 아침 출퇴근 시간에는 한시간에 4~5번, 낮 시간에는 한시간에 3번의 간격으로 1인 승무를 행한다.(2량 편성)
토요일과 휴일에는 시간당 3번의 간격으로 승무원 2명이 열차를 운행한다.(8량 편성).
도쿄 경마 개최일에는 편수가 늘어나며(히가시후추 방면 최대 한시간에 12편), 임시 상행선 급행 열차가 신주쿠, 신선 신주쿠 방면으로 직행운전한다.

## 역 목록
- 히가시후추 역(東府中駅): 게이오 전철 게이오 선 연결
- 후추 경마장정문 앞역(府中競馬正門前駅)